# 롤랜드 TR-808

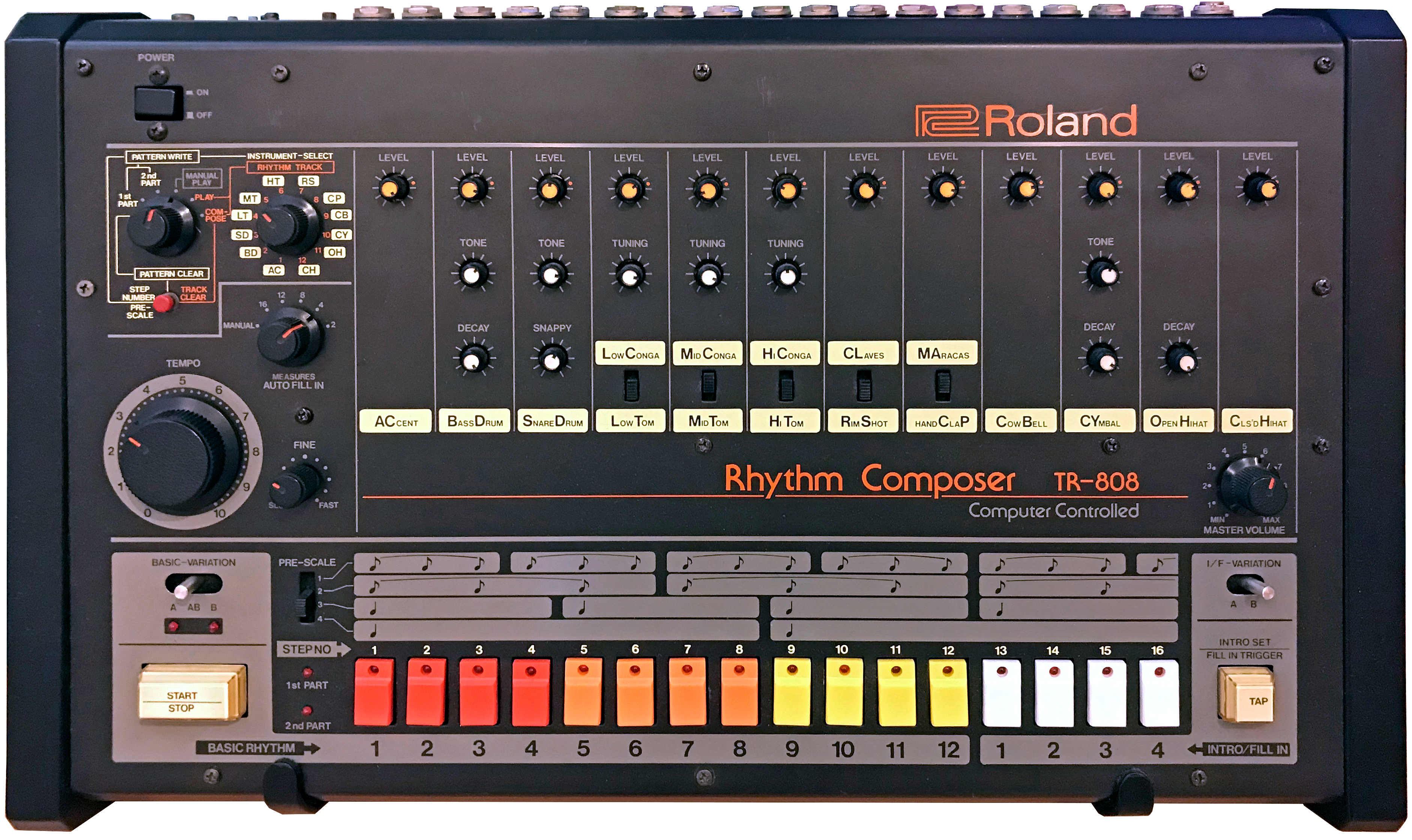
TR-808 전면 패널

롤랜드 TR-808 또는 일반적으로 808로 알려진 롤랜드 TR-808 리듬 컴포저(Rhythm Composer)는 롤랜드가 1980년에서 1983년 사이에 제조한 드럼 머신이다. 이 드럼 머신은 사용자가 사전 설정된 패턴을 사용하는 대신 리듬을 프로그래밍할 수 있는 최초의 드럼 머신 중 하나였다. 당시 가장 가까운 경쟁자인 더 비싼 린 ML-1(Linn LM-1)과 달리 808은 샘플을 재생하는 대신 아날로그 합성을 사용하여 사운드를 생성한다.
전자 음악이 아직 주류로 자리잡기 전이었을 때 출시된 808은 상업적으로 실패했다. 약 12,000대를 생산한 후 롤랜드는 반도체 재입고가 불가능해지면서 808을 중단했다. 1983년에는 TR-909가 그 뒤를 이었다.
1980년대에 걸쳐 808은 중고 시장에서의 합리적인 가격, 사용 용이성 및 독특한 사운드, 특히 깊고 호황을 누리는 베이스 드럼으로 인해 언더그라운드 음악가들 사이에서 추종자들을 끌어 모았다.
808은 결국 다른 드럼 머신보다 더 많은 히트 레코드에 사용되었다. 힙합에서의 인기로 인해 펜더 스트라토캐스터가 록에 미친 영향과 비교할 수 있을 정도로 대중 음악에서 가장 영향력 있는 발명품 중 하나가 되었다. 사운드는 음악 소프트웨어와 최신 드럼 머신에 포함되어 있으며 무면허 재생산에 영감을 주었다.